# Débora Garofalo
Débora Garofalo (São Paulo, 12 de setembro de 1979) é uma professora brasileira. Foi a primeira mulher brasileira e primeira sul-americana a ser finalista no Global Teacher Prize, considerado o Nobel da educação.

## Biografia
Formou-se em letras e pedagogia, com especialização em língua portuguesa pela Universidade Estadual de Campinas (Unicamp) em 2011 e Mestra em Linguística Aplicada pela Pontifícia Universidade Católica de São Paulo (PUCSP). FabLearn Fellow, de Columbia, EUA, 2021 -2022, programa idealizado pelo Professor Paulo Blikstein.  
Débora Garofalo, é professora da rede pública de ensino de São Paulo. Em 2015 idealizou o trabalho de robótica com sucata em uma escola carente municipal da zona sul da cidade de São Paulo, em que consiste em retirar lixos das ruas de São Paulo e transformar em objeto de conhecimento através do ensino de robótica. Pelo trabalho, ganhou diversos prêmios, entre eles Professores do Brasil 2018, Aprendizagem Criativa do MIT 2019, Medalha da Cidade de São Paulo 2019, Medalha de Pacificadora da ONU, 2019 e Medalha MMDC Caetano Campos uma das maiores honrarias do Estado de São Paulo 2022 e em 2019 foi finalista do Global Teacher Prize, o Nobel da Educação, sendo a primeira mulher e a primeira Sul Americana a chegar na final, sendo considerada uma 10 melhores professoras do mundo. No ano de 2022 recebeu uma homenagem do Porvir, sendo uma das 10 professoras tendo o seu trabalho exposto no Museu Catavento em São Paulo. 
O trabalho de robótica com sucata é referência nacional e internacional  e política pública no Estado de São Paulo estando disponível na 34ª Revista Brasileira de Pós-Graduação (RPBG) e no portal do Ministério da Educação (MEC). O trabalho de robótica com sucata vem chamando a atenção da mídia nacional e internacional e de autoridades brasileiras como Ministro Luis Roberto Barroso, Ministra Raquel Dodge e internacionais como o ex-presidente americano Barack Obama que se conheceram em um evento nacional, entre outros.  
Em 2023 foi convidada para ministrar a disciplina de Robótica com Sucata pela Universidade de São Paulo - USP para o curso de especialização em Computação Aplicada à Educação - ICMC.  
Devido à repercussão nacional e Internacional, foi convidada em 2019 pelo então secretário de Educação do estado de São Paulo, Rossieli Soares, a compor a equipe da secretaria, para coordenar o componente de Tecnologia e Inovação e levar o seu trabalho a 3,7 milhões de estudantes. No dia 6 de junho de 2019, assumiu o cargo sendo anunciada pelo governador da época João Doria.   
Como gestora, na Secretaria Estadual de Educação do Estado de São Paulo, maior rede de ensino da América Latina, implementou o Componente de Tecnologia de Inovação para 3,7 milhões de estudantes no âmbito de 5.400 escolas, estando a frente da construção da Diretriz desse Componente Curricular, dos materiais didáticos, troca do parque tecnológico e da adesão de kits de Robótica baseado no trabalho de Robótica com Sucata.    
Foi colunista da revista Nova Escola, colunista de direitos humanos da Rede Peteca e colunista de educação no Ecoa UOL e atualmente é colunista de educação de educação inovadora no blog Redes da Editora Moderna., Revista Educação e Revista Mecatrônica Jovem, além de contribuir de maneira esporádica a outros meios de comunicação.
Fundou e idealizou a empresa que leva seu nome Débora Garofalo, em que atua como Consultora Educacional prestando serviço a grandes empresas, como: Grupo Mais Unidos/Gerdau na implementação do componente de tecnologia e Inovação e políticas inovadoras no Estado de Minas Gerais, Instituto Votorantim através do Programa pela Valorização da Educação – PVE,  com implementação de programas de inovação e espaços Makers em Municípios, Editora Moderna em formação e produção de materiais relacionados a inovação, CIEB – Centro de Inovação a Educação Brasileira, com leituras críticas de materiais, entre outros através de expertise para implementação de programas inovadores que visam contribuir com a melhora da aprendizagem com qualidade e equidade.  Palestrante e Formadora Docente em grandes eventos nacionais e internacionais como Brazil Conference (EUA), Brazil Fórum Uk (Londres), Euroleads (França), mostrando que é possível fazer muito com baixos recursos.
É integrante da comissão de Direitos Humanos da Secretaria Municipal de Direitos Humanos. Autora e Coautora de importantes obras na área educacional: livro Robótica com Sucata pela Editora Moderna, Débora Garofalo, no caminho tinha coragem,, editora Carochinha, Educação 4.0: Reflexões, práticas e Eventuais Caminhos, ebook gratuito, Transformações da Escola e do Cenário Educacional no Brasil, editora Alínea, STEAM na Sala de Aula, ed. Penso, Professores em Foco, 80 reflexões para o desenvolvimento da educação em nosso país, Editora Santillana e 50 docentes que están transformando a Latinoamerica, Editora Santillana.   
Em  entrevista ao site do Porvir afirmou "As pessoas são o centro do processo de aprendizagem, e a educação precisa chegar a todos com qualidade e equidade. Essa é a minha luta na educação!" Em outra matéria a Nova Escola afirma, "É importante deixar claro que disponibilizar altos recursos tecnológicos e ambientes virtuais de aprendizagem não garantem aos alunos uma aprendizagem efetiva. Para que tenhamos apropriação de conhecimento no processo de aprendizagem, devemos olhar para a educação integral, mediada pelo professor e pautada por uma aprendizagem rica em experimentação, envolvente e significativa."Recentemente teve o seu trabalho homenageado em documentário, conforme matéria do Estadão e Exposição Encontro com o Porvir: trajetória de educadores que transformam o presente e constroem o futuro no Museu Catavento. 
Recebeu diversos prêmios pelo relevante trabalho a escola pública, entre eles: Associação Comercial do Estado de São Paulo em 2017, 1º lugar no V Prêmio de Direitos Humanos pela Secretaria Municipal de São Paulo em 2017, finalista na 23º edição do Prêmio Claudia na categoria Politicas Públicas 2018, Professor Destaque pela Secretaria Municipal de Educação de São Paulo em 2018, vencedora na temática Especial no Prêmio Professores do Brasil 2018, vencedora da Aprendizagem Criativa Brasil do MIT 2019, finalista no Top 10 Global Teacher Prize 2019, considerado o Nobel da educação, vencedora de Boas Práticas no Tribunal de Contas do Município de São Paulo, medalha dos Pacificadores da ONU e recebeu a medalha de ouro do Tribunal de Contas do Estado de São Paulo., finalista do prêmio da Associação Paulista de Fundações e recentemente recebeu a  maior honraria do Estado de São Paulo a medalha MMDC de ordem ao Mérito pelo seu trabalho realizado frente as politicas públicas na Secretária Estadual de Educação do Estado de São Paulo.  